# Rousettus spinalatus
Rousettus spinalatus är en däggdjursart som beskrevs av Bergmans och Hill 1980. Rousettus spinalatus ingår i släktet Rousettus och familjen flyghundar. Inga underarter finns listade.

## Utseende
Arten blir utan svans ungefär 105 mm lång, svanslängden är 9 till 18 mm och vikten varierar mellan 66 och 94 g. Djuret har 80 till 89 mm långa underarmar, bakfötter av 15 till 19 mm längd och 15 till 22 mm stora öron. Honor är inte lika stor som hannar. De övre kroppsdelar kännetecknas av en naken haka och en naken strupe samt av vårtor med korta hår på hakan och på nedre läppen. Även mellan näsborrarna och ögonen finns vårtor. Öronen blir lite smalare fram till toppen. De är bruna och har endast vid bakre nedre sidan hår. Gulorange hår vid axlarna bildar en krage. De är hos hannar synliga som tjockare tofsar. Pälsen på ovansidan och undersidan är gråbrun och flyghuden har en svartbrun färg. På vingarna förekommer några hår. Hos Rousettus spinalatus är bakbenens framsida naken. Djuret har flera långsträckta knölar på gommen.

## Utbredning
Denna flyghund förekommer på norra Borneo och norra Sumatra. Habitatet utgörs av skogar. Individerna vilar i grottor och ibland vilar upp till 300 individer tillsammans. Rousettus spinalatus äter frukter och nektar.

## Ekologi
Arten vistas i låglandet och i kulliga områden upp till 300 meter över havet. Enligt olika iakttagelser äter flyghuden bon av fåglar. Rousettus spinalatus har klickljud och de används antagligen för ekolokaliseringen. Dräktiga honor hittades i augusti. Vid fyndplatsen är vädret nästan hela året likadant.

## Hot
Beståndet hotas av skogsröjningar, av bränder och av störningar vid viloplatsen. IUCN kategoriserar arten globalt som sårbar.